# Никитин, Виктор Яковлевич
Виктор Яковлевич Никитин (8 сентября 1928, Чиназ, Узбекская Советская Социалистическая Республика, СССР — 14 декабря 2019, Ставрополь, Россия) — советский и российский учёный в области ветеринарной медицины, доктор ветеринарных наук, профессор, ректор Ставропольского сельскохозяйственного института, заслуженный деятель науки РСФСР (1981).

## Биография
Родился 8 сентября 1928 года в г. Чиназ Ташкентской области Узбекской ССР, в семье железнодорожника и домохозяйки. Мечтал выучиться на юриста и работать в прокуратуре — но вступительные экзамены не сдал. В итоге, поступив в Казанский ветеринарный институт им. Н. Э. Баумана, он умудрялся совмещать учёбу с занятиями наукой и работой секретарем комитета комсомола института.
В 1952 году Виктор Яковлевич с отличием окончил ветеринарный факультет и был рекомендован в аспирантуру на кафедру акушерства, под руководством заслуженного деятеля науки РСФСР профессора А. Студенцова.
В 1955 году досрочно защитил диссертацию на соискание ученой степени кандидата ветеринарных наук по теме: «Надплевральная новокаиновая блокада по В. В. Мосину, как метод лечения климатического бесплодия у крольчих». Имея на руках направления в вузы Киева, Воронежа, Витебска, Махачкалы, Семипалатинска, по настоянию своего научного руководителя Студенцова, Виктор Яковлевич выбрал Дагестанский сельскохозяйственный институт, где 6 лет проработал доцентом кафедры хирургии и акушерства.
В 1961 году Никитин был избран по конкурсу в Ставропольский сельскохозяйственный институт на должность доцента им же созданной кафедры эпизоотологии и акушерства. Там Виктор Яковлевич активно занялся научно — исследовательской и общественной работой. Читал лекции и проводил семинарские занятия для специалистов хозяйств и районов Северного Кавказа, оказывал научно-практическую помощь по проблемам воспроизводства стада и болезням молочной железы.
С 1967 года Никитин является заведующим организованной им кафедрой акушерства, которую он и возглавлял до конца своей жизни. Прошёл здесь все должности: доцент кафедры эпизоотологии и акушерства, потом кафедры патанатомии и акушерства, стал заведующим кафедрой акушерства. В течение 15 лет избирался деканом ветеринарного факультета, потом был проректором по научной работе, секретарём парткома института. Пятнадцать лет проработал ректором (до исполнения ему 71 года), после ректорства вновь возглавил кафедру.
В 1971 году защитил докторскую диссертацию на тему: «Маститы у овец». Разработал метод лечения животных, больных маститом, которым пользуются все овцеводы России и за рубежом по настоящее время. Данный метод уникален и не имеют аналогов по терапевтической и экономической эффективности, легко выполним, не трудоемок.
В 1972 году доктору ветеринарных наук Виктору Яковлевичу Никитину присвоено ученое звание профессора.
В 1984 году профессор Никитин назначается ректором Ставропольского сельскохозяйственного института. Под его руководством в 1993 году институт был преобразован в Ставропольскую государственную сельскохозяйственную академию, которую он возглавлял почти 15 лет, до марта 1999 года, а затем стал её президентом. Преемником на посту ректора в 1999 году стал его ученик, Владимир Иванович Трухачёв.
Виктор Яковлевич создал свою, Ставропольскую, школу ветеринарных акушеров. Он и его ученики успешно решают проблемы, связанные с воспроизводством сельскохозяйственных животных, разрабатывают новые, более эффективные методы лечения и профилактики. Результаты этих исследований отражены в монографиях и многочисленных статьях. Им опубликовано свыше 250 научных работ и статей. Под его руководством и при непосредственном научном консультировании успешно защищены 26 кандидатских и 10 докторских диссертаций.
За научные достижения и педагогические заслуги Никитин был дважды удостоен Государственной стипендии президента России. В конце 2015 года ректор Ставропольского государственного аграрного университета Владимир Иванович Трухачёв торжественно вручил доктору ветеринарных наук, профессору Виктору Яковлевичу Никитину серебряную медаль «За вклад в развитие агропромышленного комплекса России» Министерства сельского хозяйства РФ.
Был действительным членом Международной академии наук высшей школы, Международной академии информатизации, Международной академии аграрного образования и академии ветеринарных наук Республики Армении.
Скончался 14 декабря 2019 года, на 92-м году жизни.

## Основные работы
- Бесплодие коров и меры борьбы с ним. — Ставрополь, 1973;
- Борьба с маститами овец. — Ставрополь, 1977;
- Практикум по акушерской гинекологии и искусственному осеменению, — М., 1986;
- Ветеринарное акушерство, гинекология и биотехника размножения животных, — М., 1999;
- Желтобрюх Н. А., Никитин В. Я. Воспроизводство овец, — Ставрополь, 2000;
- Практикум по акушерству, гинекологии и биотехнике размножения животных, — М., 2003;
- Акушерство и гинекология сельскохозяйственных животных, — М., 2007.
- Профилактика и лечение бесплодия у высокопродуктивных импортных коров и телок в условиях их содержания на молочных комплексах Ставропольского края, — Ставрополь, 2008.

## Награды и звания
- Заслуженный деятель науки РСФСР (1981)
- Почётный работник высшего профессионального образования Российской Федерации
- Орден Трудового Красного Знамени
- Орден «Знак Почёта»
- Орден «За заслуги перед Отечеством» 4 степени (1996)
- Медаль «За трудовое отличие»
- Почётный гражданин города Ставрополя (1998)[8]
- Медаль «За доблестный труд 2-й степени»
- Медаль имени К. А. Тимирязева
- Медаль в память 300-летия М. В. Ломоносова[9]
- Почётный президент Ставропольского общества «Знание»
- Заслуженный деятель науки Республики Дагестан
- Заслуженный деятель науки Республики Карачаево-Черкесской Республики[10]